# Kam (langue nigéro-congolaise)
Pour les articles homonymes, voir Kam.
Le kam ou nyingwom (àŋwɔ̀m en kam) est une langue nigéro-congolaise parlée dans la zone de gouvernement local de Bali dans l’État de Taraba au Nigeria.